# Paul Maye
Paul Maye (Baiona, 19 d'agost de 1913 - 19 d'abril de 1987) va ser un ciclista francès que fou professional entre 1936 i 1950.
En el seu palmarès destaquen els Campionats de França en ruta de 1938 i 1943, dues etapes al Tour de França de 1936, la París-Tours de 1941, 1942 i 1945 i la París-Roubaix de 1945.
Al final de la seva carrera ciclista va dirigir l'equip del Sud-Oest al Tour de França de 1953 a 1957.

## Palmarès
- 1934 (amateur)
  - Campió de França
- 1935 (amateur)
  - Campió de França militar
  - 1r de la París-Riva Bella
- 1936
  - Vencedor de 2 etapes del Tour de França
  - Vencedor d'una etapa del Gran Premi Wolber
- 1938
  -  Campió de França en ruta
- 1939
  - 1r a la París-Angers
- 1941
  - 1r a la París-Tours
  - 1r del Circuit de París
- 1942
  - 1r a la París-Tours
  - 1r del Circuit de París
  - 1r de la París-Nantes
  - 1r del Gran Premi d'Europa a Daumesnil
  - 1r del Gran Premi dels Invàlids
- 1943
  -  Campió de França en ruta
  - 1r de la Fletxa Francesa
- 1945
  - 1r de la París-Roubaix
  - 1r a la París-Tours
- 1947
  - 1r del Circuit de Viena

### Resultats al Tour de França
- 1936. 33è de la classificació general i vencedor de 2 etapes
- 1938. Abandona (2a etapa)
- 1939. Abandona (8a etapa)
- 1947. Abandona (6a etapa)
- 1948. Abandona (10a etapa)